# Mauro Mina
Mauro Mina Baylón (Chincha, 22 de noviembre de 1933-Lima, 1 de junio de 1993) fue un boxeador peruano de peso semipesado conocido como el Bombardero de Chincha. Máximo exponente del boxeo del Perú en el siglo xx.

## Biografía
Nació en la Hacienda Sarandango, en el Caserío de San Regis en Chincha. A los dos meses de nacido, fallecieron sus padres Rómulo Mina y Mercedes Baylón, por lo que pasó al cuidado de su abuelo paterno y luego de una familiar conocida como Mamita Rosa. Desde los siete años tuvo que trabajar en el Camal Municipal de Chincha. El 24 de mayo de 1964, contrae nupcias con Sofía Aulestia Rojas, nacida el 2 de agosto de 1944, con quien tuvo cuatro hijos.

## Trayectoria
A los quince años, Kito Ríos, técnico de la Liga de Boxeo de Chincha, le puso los guantes para que enfrente a un camionero llamado Trala y a quien vence por puntos. Posteriormente es entrenado por José Botija Alejo, viajando con un equipo peruano a Chile, en gira donde ganó sus 5 peleas (3 de ellas por KO). 
En 1953, con el entrenamiento de Otto Salas Proaño, se inicia en el boxeo profesionalmente a los veinte años derrotando al chileno Manuel Vargas. Después de algunas peleas en Lima, perdió por primera vez frente a Luiz Ignacio, en São Paulo. 
En 1960, fue proclamado Campeón Sudamericano de Peso Liviano, un título que mantuvo hasta 1966. Bajo el entrenamiento de Joe de León, continuó peleando durante los años 60 enfrentando a Gregorio Goyo Peralta, Freddy Mack, Sugar Boy Nando, Guillermo Dutschmann, Henry Hank, etc. En 1963, venció al futuro campeón Bob Foster. Ya por ese entonces Mauro había sido proclamado campeón sudamericano de los semi-pesados y la prestigiosa revista The Ring, lo ubicaba entre los diez mejores del mundo. Un dato curioso, fue su participación fotográfica por esos años de un álbum de Los Embajadores Criollos, titulado Los ídolos del pueblo.
En 1965, Mauro Mina era el Nº.1 del ranking de la MBA y viajó a Estados Unidos, para enfrentar a Allen Thomas. El ganador estaría listo para disputar el título de los semi-pesados frente al campeón Willie Pastrano, pero tuvo que retirarse debido a un desprendimiento de la retina en días previos a las peleas. Dicha lesión se produjo mucho antes, durante la pelea en la que Mauro venció al cubano Lino Rendón en Lima en 1962 y fue intervenido quirúrgicamente en una clínica de la capital en marzo de 1963. Su mánager Óscar Terán, había mantenido en secreto dicha operación por temor a que el chinchano perdiera la oportunidad de pelear por el título. La suerte, o la mala suerte de Mauro, estaba echada desde antes de poder pelear por la corona del mundo.
El 11 de noviembre de 1965, en Lima, Mauro Mina Baylón realiza su última pelea profesional venciendo por puntos al italiano Piero Del Papa, con un récord de 58 peleas-52 ganadas (25 KO), 3 perdidas y 3 empates-, se retira y convierte en preparador de box en su propio gimnasio en la Calle Los Paujiles en el Distrito de Surquillo, y además es recordado como el precursor de boxeo peruano. En su honor la compositora peruana Chabuca Granda, compuso el vals peruano Puño de Oro. 
En 1992, en reconocimiento por su extensa y fructífera carrera se los otorgaron los Laureles Deportivos y la colonia peruana radicada en los Estados Unidos, lo declaró como Gran Mariscal.
El 22 de mayo de 1993, sufrió un infarto no mortal y una semana después entró en estado de coma irreversible, falleciendo el 1 de junio a las 6 de la tarde, a los 59 años de edad. Sus restos mortales descansan en el Cementerio Jardines de la Paz de La Molina.